# Epinephelus howlandi
Epinephelus howlandi är en fiskart som först beskrevs av Günther, 1873.  Epinephelus howlandi ingår i släktet Epinephelus och familjen havsabborrfiskar. IUCN kategoriserar arten globalt som livskraftig. Inga underarter finns listade i Catalogue of Life.